# Santa Ana de los Guácaras
Santa Ana de los Guácaras (nombre completo: Santa Ana de los Indios Guácaras) es una localidad de la provincia argentina de Corrientes, ubicada a unos 20 kilómetros de la capital provincial, en el departamento San Cosme. Forma parte del conglomerado urbano Gran Corrientes.
Respecto al nombre definitivo de la localidad, la carta orgánica municipal establece:

Artículo 1°.- La ciudad adopta como nombre definitivo el de Santa Ana de los Guacaras, denominación que 
deberá ser utilizada en todos los documentos, instrumentos públicos, actos y monumentos oficiales (...)

Fue fundada alrededor en 1621, como una reducción gobernada por los frailes franciscanos, que se pobló con nativos guácaras. En la población se asentaron parte de los nativos que pudieron huir de la destrucción de Concepción de Buena Esperanza. Hoy desaparecidos (aunque hubo mestizaje), entre los pocos rastros que se conservan de su cultura están las tallas elaboradas para la iglesia de Santa Ana, construida en 1771; la iglesia fue destruida en diciembre de 1821 en una invasión paraguaya ordenada por Gaspar Rodríguez de Francia, en la que tropas al mando del comandante de Itapúa, Norberto Ortellado, derrotaron al cacique guaraní Nicolás Aripí en la última batalla librada por un ejército íntegramente conformado por nativos guaraníes. Reconstruido el pueblo, fue remodelada entre 1889 y 1891, y declarada Monumento Histórico Nacional.
Santa Ana fue residencia del naturalista francés Aimé Bonpland cuando este se afincó en Corrientes, invitado por el gobernador Pedro Ferré a dirigir el Museo de Historia Natural de la ciudad.

## Vías de comunicación
Es una localidad muy cercana a la Ciudad de Corrientes, con la cual se comunica por la ruta provincial 43 y la ruta nacional 12 al oeste. A escasos 11 kilómetros, se encuentra el Aeropuerto Internacional Doctor Fernando Piragine Niveyro.
El transporte público de pasajeros contempla a las líneas del grupo ERSA Urbano 109 (llega hasta unos 4 km antes del pueblo) y el ramal  "Santa Ana", que ingresa. La vieja línea 11, también comunica a los pasajeros entre la Capital y el pueblo, aceptando aún dinero en efectivo (hasta la fecha).
Santa Ana de los Guácaras, no cuenta con una Terminal de Ómnibus de Larga Distancia. 

## Educación
La localidad cuenta con 2 escuelas: secundaria y primaria, y en las instalaciones de esta última se ubica el JIN N.º 51, creado hace algunos años. El colegio secundario tiene el nombre de: Colegio Secundario "Pedro Leconte", mientras que para la primaria se eligió el nombre de Escuela Primaria N°105 "Pedro Matoso"

## Cultura
El 3 de octubre de 1997 se estrenó la película Sapucay, mi pueblo, bajo la dirección de Fernando Siro. Además del director actuaron Luis Landriscina, Ricardo Bauleo, Elena Cruz, Eric Grimberg, Celeste García Satur y el Trío Laurel. La misma fue filmada en su gran mayoría en Santa Ana y una pequeña parte en la ciudad capital de Corrientes. 
Hacia el año 2011, la artista Gicela Méndez Ribeiro y el cineasta Marcel Czombos crearon el primer festival de Cine de la provincia de Corrientes, con el nombre de "Guácaras Festival de Cine 100% Regional", actualmente incluido en la grilla de festivales nacionales por el INCAA. El evento fue tomando cada vez más relevancia en la agenda local, llegando a contar con un público de 2.000 asistentes en el año 2014. El Festival se sigue realizando a la fecha, siendo su hasta ahora última edición en diciembre de 2021.
En 2013, vieron la luz las dos primeras obras literarias de la localidad: Guácaras: Tierra de Duendes, de José Facundo Alarcón; y Sortilegio de una Luna cuando pasa por mi Pueblo, de Argentino Amílcar Zacarías.
En 2017, se realizó por primera vez un festival de títeres, ampliando la oferta cultural en la localidad.

## Turismo

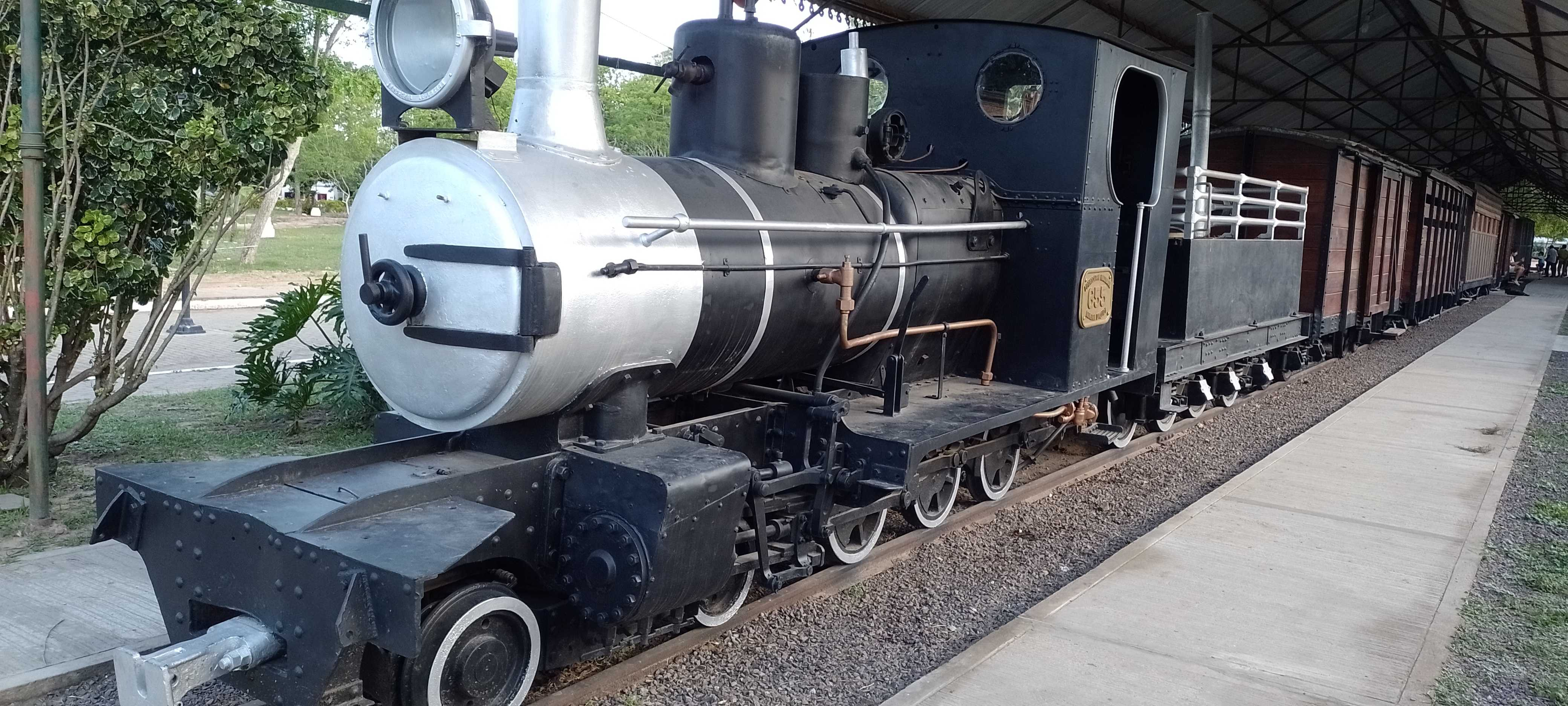
Trencito Económico de Santa Ana

Entre los atractivos con los que cuenta el pueblo, se pueden mencionar el museo al aire libre con las dos locomotoras y vagones del viejo Ferrocarril Económico Correntino, cuya estación de tren se encuentra ubicada frente a plaza General Belgrano.

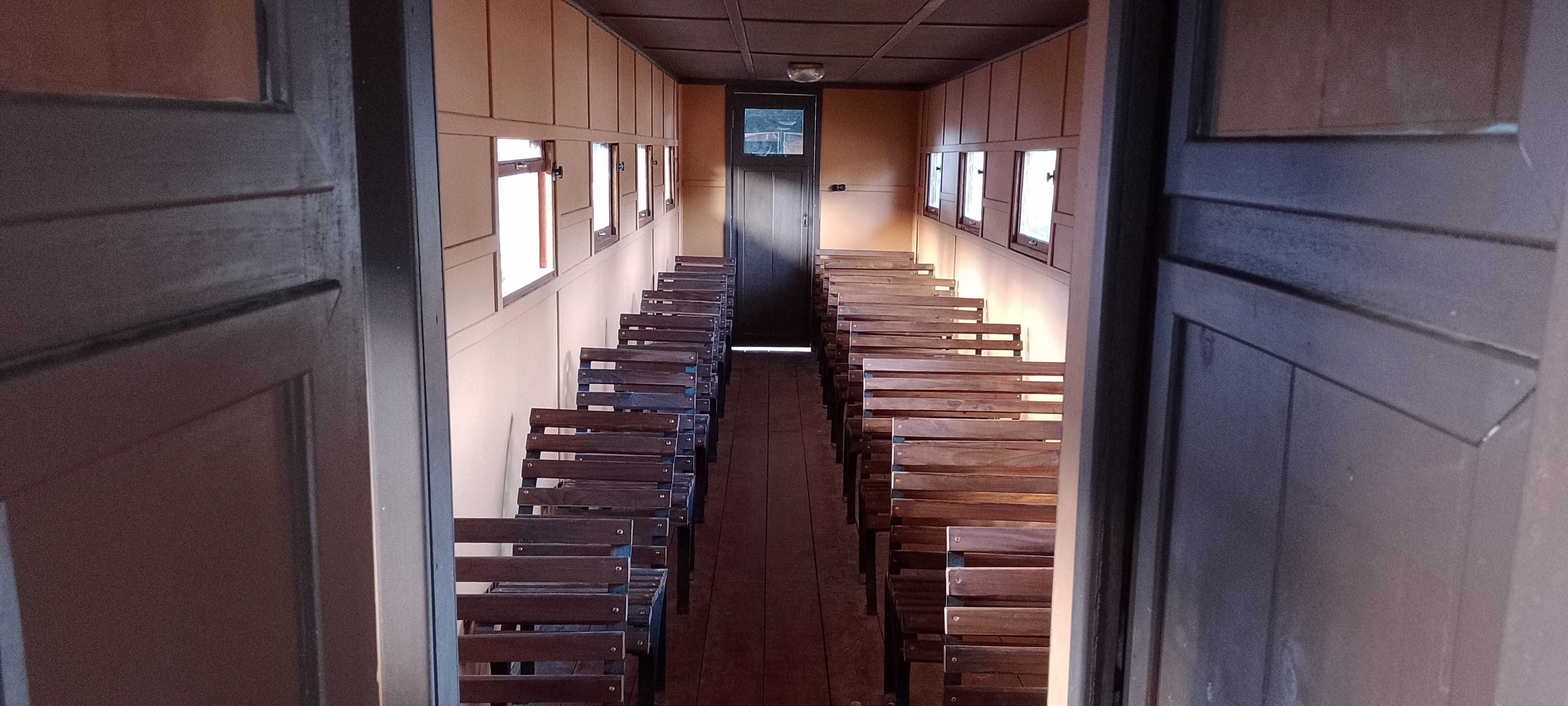
Vista al interior de uno de los vagones del Trencito Económico de Santa Ana

Frente a la plaza San Martín se puede visitar la Casa de la Cultura, ubicada a la vuelta del colegio secundario. En ella se exponen y comercializan artesanías, se encuentra habilitada una biblioteca, y también se pueden apreciar objetos históricos, muchos de ellos donados por los propios habitantes del pueblo. En 2017, la Casa fue movida a otra ubicación cercana a la antigua ya que en esos tiempos se empezó a trabajar en un proyecto de museo para la localidad. Finalmente, la construcción del museo en su lugar (la antigua Casa de la Cultura), remodelación y puesta en valor se confirmó, y las obras empezaron meses después, luego de planificaciones, idea y desarrollo del proyecto. La fundación "Tierra Sin Mal" estará a cargo de los trabajos técnicos del próximo "Museo Histórico de Santa Ana", en conjunto con la comunidad a través de entrevistas, talleres y reuniones para favorecer la recopilación de contenido para el museo. 
Santa Ana de los Guácaras organiza todos los años la "Fiesta Provincial del Mango", haciendo gala de la abundancia en la localidad de la carnosa fruta tropical. Evento distintivo, que tuvo su primera edición en 2014, y que posteriormente, pasó a obtener rango provincial a partir de la edición 2019. Dura 3 días, y su realización se fija para todos los meses de enero.

## Calendario turístico y cultural
Cada año, en Santa Ana se desarrollan diferentes eventos, la mayoría de ellos son organizados por el municipio. 
Fines de enero a principios de febrero: Carnavales locales. Las comparsas anfitrionas son : Yasí Coé (Jasy Ko'ẽ), Santa Ana Porá (Santa Ana Porã), Taragüí (Taragui), Ñasandý (Ñasaindy), Azúcar, y Kuarahy Hendy.
Entre enero-febrero: Festival Provincial del Mango. (La fecha varía cada año, según la organización)
En abril: Peregrinación de los Tres Pueblos a Itatí; el cual comprende un itinerario por las localidades de Santa Ana de los Guácaras, San Cosme y Paso de la Patria, con destino a la Basílica de Itati .
Semana Santa Cristiana: Peregrinación juvenil a Santa Ana de los Guácaras.
24 de junio: Festival en honor de San Juan Bautista.
19 de julio: Festival del Día del Amigo. 
25 de julio: Serenata y cantata, en plaza General San Martín.
26 de julio: Fiesta Patronal.
27 de julio: Desfile de jinetes y carretas tradicionales.
1 de agosto: Promoción de la tradición de caña con ruda en el Ministerio de Turismo de Corrientes.
Durante agosto: Festejo en comunidad "Día del Niño".
15 y 16 de agosto: Serenata y cantata a San Joaquín, en el Ingenio Primer Correntino. Fiesta Patronal.
11 de septiembre: Fiesta de la Estudiantina.
1 de octubre: Karai octubre. Promoción provincial de comidas típicas.
12 de octubre: Exposición de autos antiguos y comidas típicas, en el Día del Respeto a la Diversidad Cultural.
1 de noviembre: Fiesta de "Ángeles Somos", expresión cristiana en oposición a la festividad de Halloween.
10 de noviembre: Festival Día de la Tradición.
3 de diciembre: Fiesta del Aniversario Fundacional.

## Población
Santa Ana es hogar de 1 906 habitantes (Indec, 2010) en la zona más urbana del pueblo, lo que representa a la localidad en el puesto 40° y un incremento del 27,3% en cuanto a población, frente a los 1 497 habitantes (Indec, 2001) del censo anterior.
| Gráfica de evolución demográfica de Santa Ana entre 1991 y 2010 |
|                                                                 |
| Fuente: Censos nacionales del INDEC                             |

## Religión y parroquias
| Arquidiócesis | Corrientes                |
| ------------- | ------------------------- |
| Parroquia     | Santa Ana de los Guácaras |

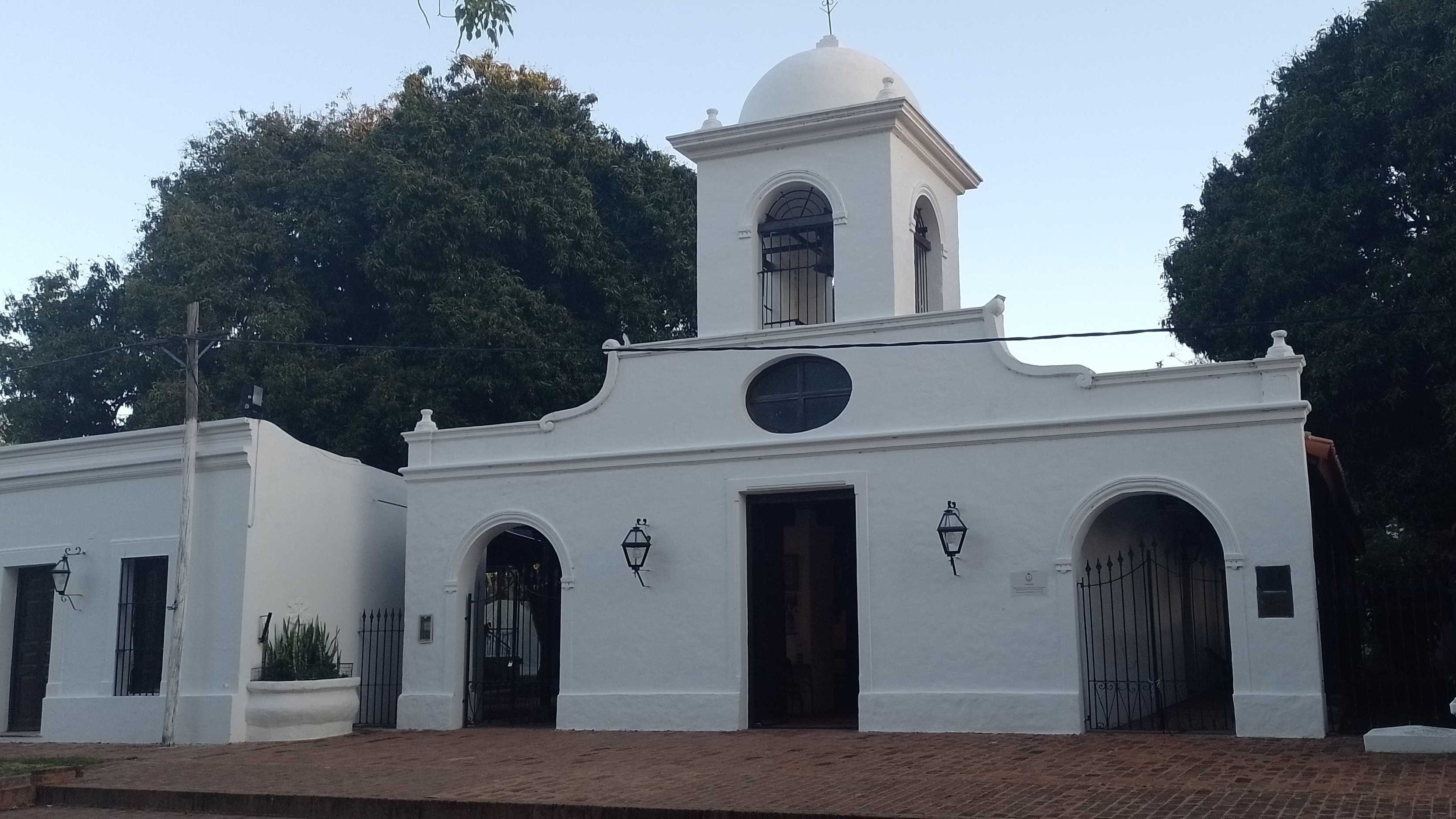
Vista exterior de la parroquia de Santa Ana de los Guácaras

La parroquia está ubicada frente a la plaza Principal del Pueblo (plaza Gral. San Martín), es de nave única, de planta rectangular de 5,80 metros por 24 metros, techado a dos aguas. Tiene galerías laterales de 2,50 metros de ancho ambos lados de la nave, cubierta con la prolongación de los faldones.
Ese templo posee tallas realizadas por los indios guácaras, un púlpito y un altillo donde actuaba y actúa actualmente “El Coro”, rematando su construcción con un campanario.
El pavimento interior es de mosaico; el de la galería y el del previsterio en cambio de ladrillos planos de barro cocido de 40 cm. por 20 cm. La cubierta del techo es actualmente de cinc, anteriormente fue de tejas y barro cocido.

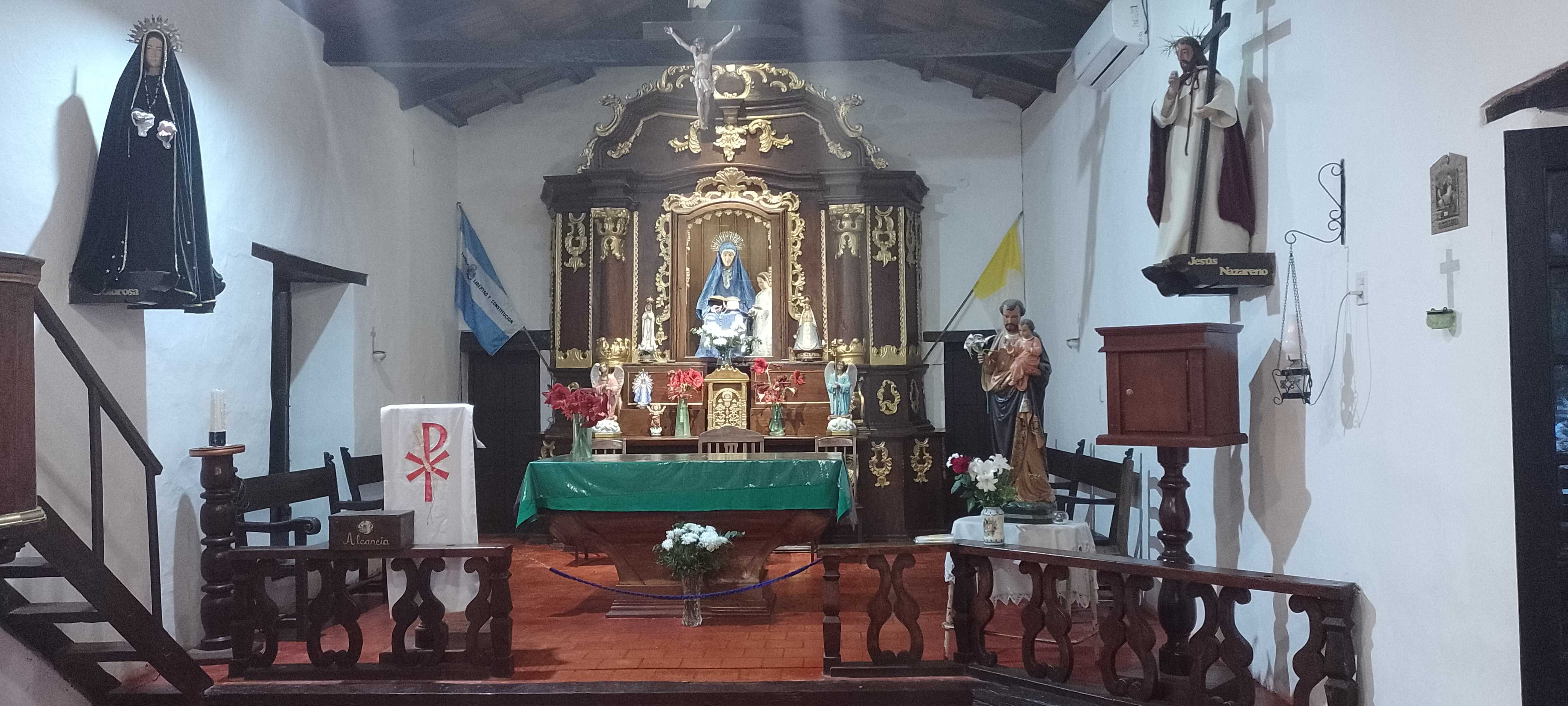
Vista interior de la parroquia de Santa Ana de los Guácaras

La parroquia fue construida entre los años 1889 y 1891. La edificación se conserva en la actualidad tal cual era entonces, habiendo sido declarada Monumento Histórico Nacional, por Decreto del Poder Ejecutivo Nacional, N.º 574, de fecha 16 de diciembre de 1973. Una antigua tradición que arranca del siglo II atribuye los nombres de Joaquín y Ana a los padres de la Virgen María. El Culto a Santa Ana se introdujo en la Iglesia del Oriente en el siglo VI y pasó a la occidental en el siglo X. Esta devoción fue traída a la población correntina por los Padres Franciscanos a fines del año 1600.
El 19 de mayo de 1997, la vieja parroquia de Santa Ana de los Indios Guácaras se transforma en parroquia, por disposición del Sr. Arzobispo de Corrientes, Monseñor Domingo Salvador Castagna. Siendo nombrado el Padre Epifanio Barrios Primer Párroco de la misma, y abarcando la siguiente jurisdicción: Ingenio Primer Correntino, Bardecci, San Pedro, Costa Paraná, Yecohá, Barrio Cristo Redentor y Laguna Soto, con nueve parroquias ubicadas en la misma que le dependen. Desde agosto de 2017 hasta mayo de 2018, la capilla fue sometida a obras de restauración. Su párroco hasta la fecha, es el Pbro. José Patricio Puigbó Murphy.